# Djénéba Traoré
Pour les articles homonymes, voir Traoré.
Djénéba Traoré est une femme politique malienne.
Enseignante de profession, elle est candidate sur la liste APDM – PSDA dans la commune VI du district de Bamako aux élections législatives maliennes de 2013 mais ne passe pas le premier tour.
Elle est élue députée à l'Assemblée nationale dans le cercle de Kolokani aux élections législatives maliennes de 2020. L'Assemblée nationale est dissoute le 19 août 2020 après un coup d'État.